# Ioan Dragoș
Ioan Dragoș (en húngaro: Drágos János, Oradea, 5 de marzo de 1810 - Abrud, 9 de mayo de 1849) fue un político de nacionalidad rumana, miembro del Parlamento húngaro durante la Revolución y Guerra de Independencia de 1848-49.

## Biografía
Nació en Nagyvárad/Oradea en 1810, en una familia noble de boyardos. Acude a las escuelas húngaras en Beiuș y Nagyvárad y trabaja como jurista. En 1848, se muestra activo en el movimiento político rumano en Hungría, oponiéndose a la oligarquía magiar en el condado de Bihar. No está de acuerdo con las decisiones de la asamblea nacional rumano de Blaj de mayo de 1848 y decide apoyar la unión de Transilvania con Hungría.
En junio, es elegido en la Dieta de Pest, convirtiéndose en un ferviente partidario de Lajos Kossuth. En abril de 1849, parte enviado por éste para negociar con los líderes del movimiento nacional transilvano para acercar a rumanos y húngaros. Su misión en los montes Apuseni, sospechosa desde el inicio, terminó trágicamente. Durante las negociaciones de Dragoș con Avram Iancu, Ioan Buteanu y otros, Imre Hatvani, a pesar del armisticio, ordenó reanudar las operaciones militares contra las fuerzas rumans. Dos prefectos rumanus, Buteanu y Petru Dobra fueron capturados (y luego ejecutados) por las fuerzas de Havatni, que incendian Abrudbánya/Abrud. Dragoș, considerado cómplice del ataque y traidor a la causa rumana, es capturado y ejecutado por estos últimos cuando recapturan Abrud.
Dragoș quedará como un ejemplo para los nacionalistas rumanos de los esfuerzos desafortunados para llegar a un compromiso entre rumanos y húngaros, como un individuo que fue manipulado por los magiares contra los intereses nacionales de su propio pueblo.

## Obras
Fue corresponsal del periódico de Emil Dessewffy, Budapesti Híradó, en la batalla entre el administrador de Tisza en el condado de Bihar y Aldán Beőthy. También publicó un artículo en el periódico político Világ: A napkeleti vallást követő oláhok Erdélyben (I. 47-48, 1842).